# Ovastevna
 (mai 2018).
Si vous disposez d'ouvrages ou d'articles de référence ou si vous connaissez des sites web de qualité traitant du thème abordé ici, merci de compléter l'article en donnant les références utiles à sa vérifiabilité et en les liant à la section « Notes et références ».
Ovastevna est une fête populaire annuelle qui a lieu au mois d'août sur l'île de Nólsoy dans l'archipel des Féroé.
Ovastevna ("Ove-Rencontre") est organisée, depuis 1994 déjà, en l'honneur de Ove Joensen ("Rame-Ove"), lequel rallia Copenhague à la rame depuis Nólsoy - en 41 jours - en 1986. Il se noya en 1987. 
Un des lieux de la fête est la piscine du village, dont les plans furent conçus ensuite d'une initiative de Ove Joensen, après qu'il fut revenu de Copenhague. Une régate de Eiði à Hósvík est également prévue, d'où les bateaux se rendent ensuite à Nólsoy où simultanément a lieu l'une des plus grosses danses en chaînes féroïennes. En 2004, on dénombra pas moins de 3 500 participants à cette fête, c'est-à-dire plus de dix fois la population de Nólsoy.
Ovastevna 2005 s'est déroulée du 13 août au 15 août. Cette année-là, le coup d'envoi fut donné par Heðin Mortensen, maire de Tórshavn, parce que Nólsoy appartient désormais à la même circonscription que la capitale.